# 中国工农红军烈士纪念碑
中国工农红军烈士纪念碑，位于中国广东省揭阳市普宁市里湖镇汤头，为普宁市的一个市级文物保护单位，类型为近现代重要史迹及代表性建筑，公布时间为1988年。
中国工农红军烈士纪念碑的历史年代为1957。